# کهریز تپه قراقیه
کهریز تپه قراقیه مربوط به دوران‌های تاریخی پس از اسلام است و در شهرستان رزن، بخش قروه درجزین، روستای قراقیه واقع شده و این اثر در تاریخ ۲۳ شهریور ۱۳۸۲ با شمارهٔ ثبت ۱۰۱۰۹ به‌عنوان یکی از آثار ملی ایران به ثبت رسیده است.